# Peurasaari (ö i Finland, Norra Österbotten, Uleåborg)
Peurasaari är en ö i Finland. Den ligger i Kiminge älv och i kommunen Uleåborg i den ekonomiska regionen  Uleåborgs ekonomiska region  och landskapet Norra Österbotten, i den centrala delen av landet, 600 km norr om huvudstaden Helsingfors. Öns area är 3,9 hektar och dess största längd är 360 meter i öst-västlig riktning.